# Kapitol (Rom)

Schematische Karte der sieben Hügel Roms

Kapitol (lateinisch Capitolium und mons Capitolinus, altgriechisch Καπετώλιον Kapetṓlion, italienisch Campidoglio) ist die kurze Namensform des Kapitolinischen Hügels, des zweitkleinsten der klassischen sieben Hügel des antiken Rom, wo sich das religiöse Machtzentrum befand.

## Etymologie

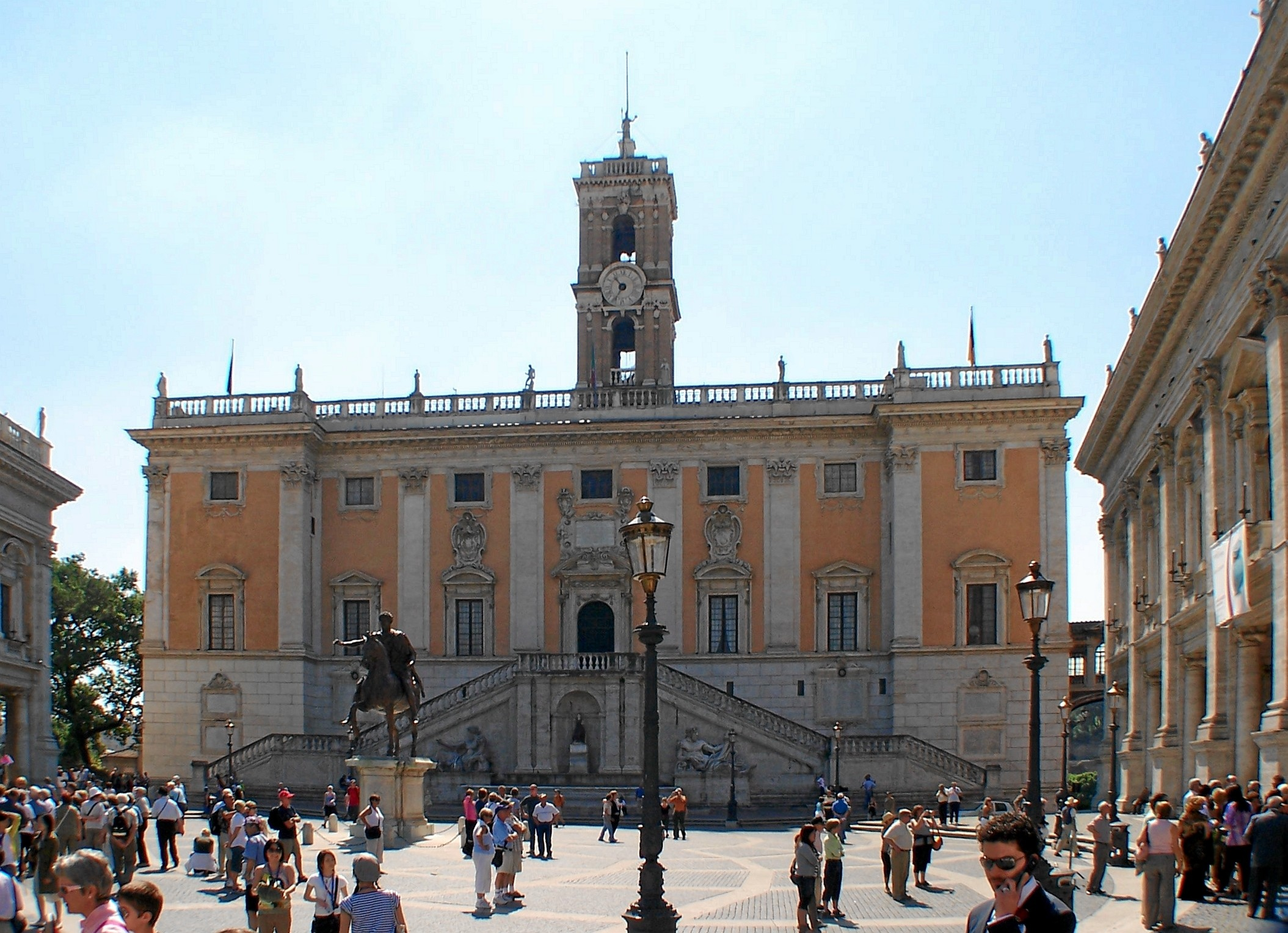
Senatorenpalast

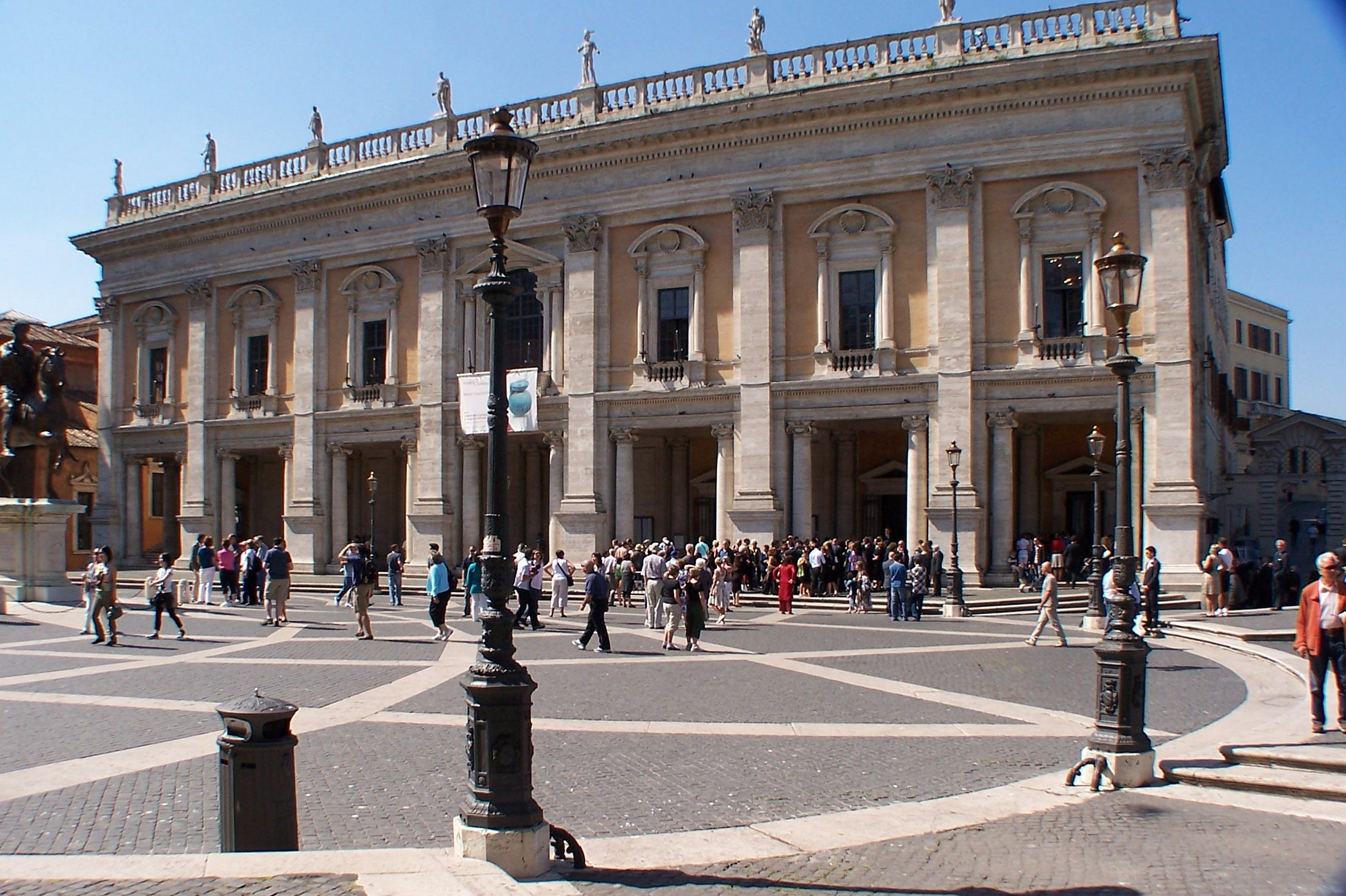
Konservatorenpalast

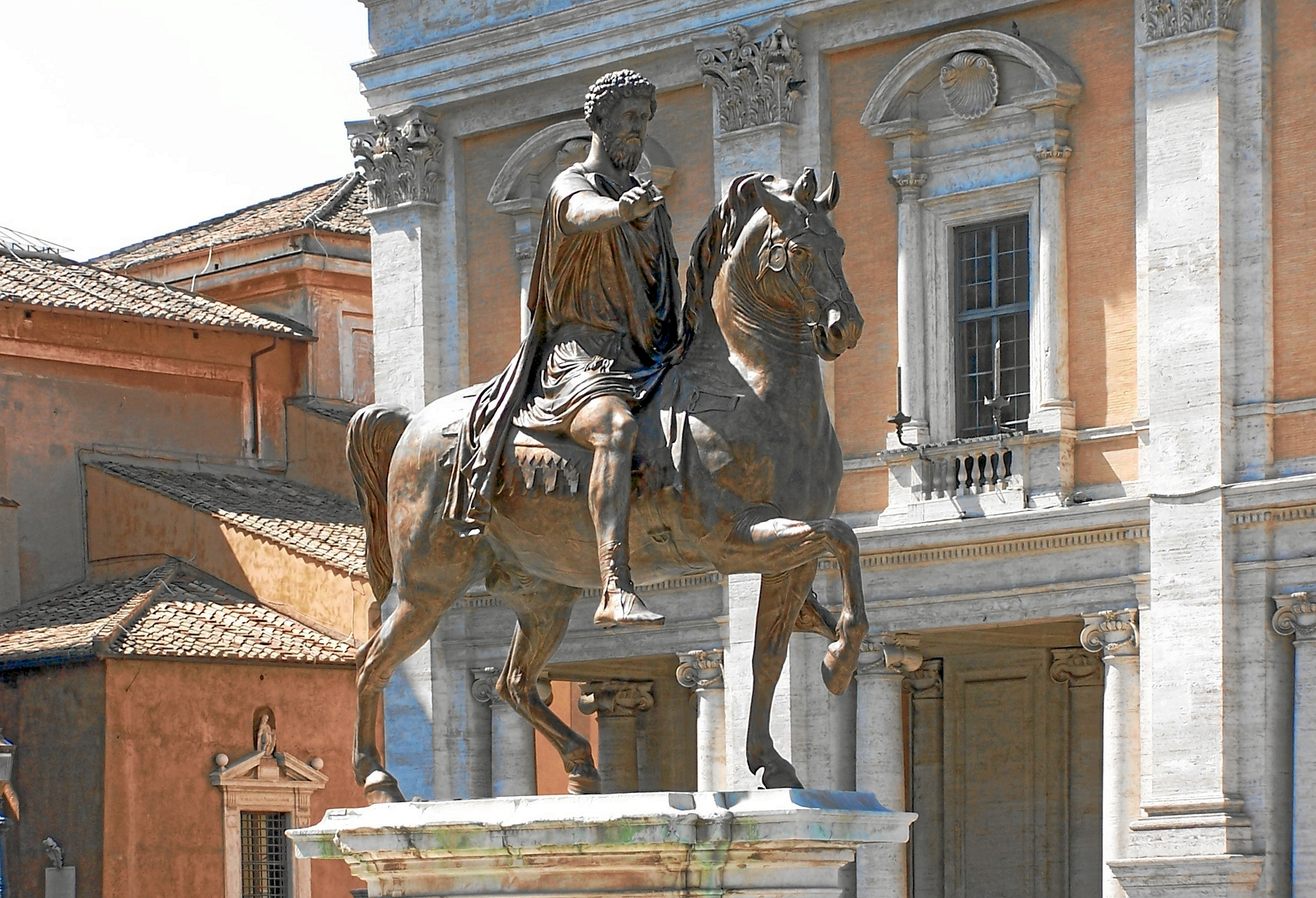
Reiterstatue Mark Aurels

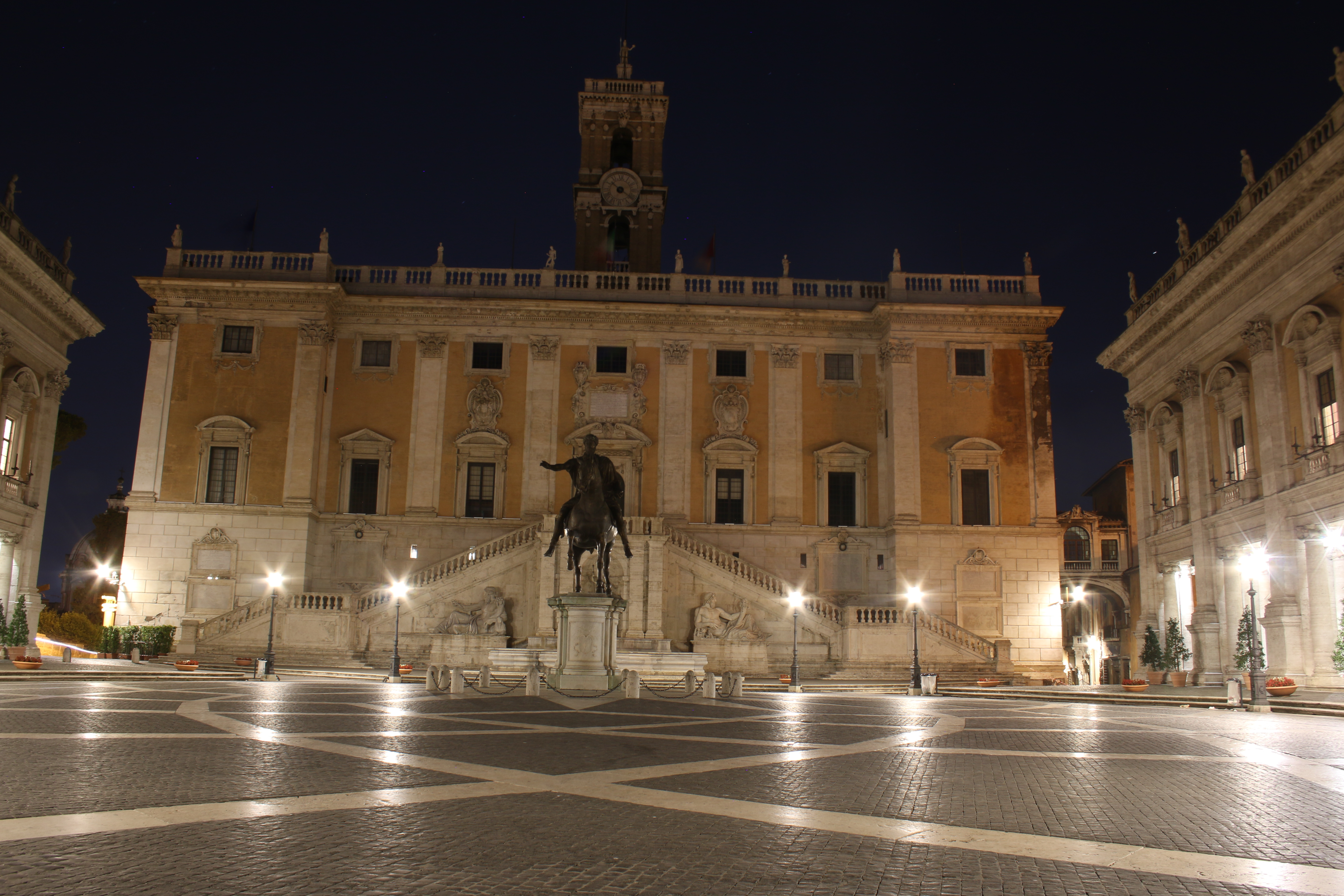
Kapitol bei Nacht

Die Römer leiteten das Wort Capitolium etymologisch von der Schädelstätte eines legendären, aus Vulci stammenden Etruskerkönigs Olus oder Aulus Vulcentanus ab (caput Oli, Schädel des Olus), der einst auf dem Hügel begraben und dessen Schädel später dort gefunden worden sein soll.
Die modernen etymologischen Erklärungsversuche des Namens Capitolium sind umstritten. Ob der Name etruskischer oder sabinischer Herkunft ist, kann aufgrund fehlender Quellen nicht geklärt werden.

## Lage
Der aus graugrünem Tuff bestehende Kapitolshügel liegt nordwestlich des Palatins und war in der Antike von diesem durch die sumpfige Niederung des Velabrum getrennt. Die beiden Kuppen des Hügels von etwa 1200 Metern Umfang, das eigentliche Capitolium im Süden und die arx im Norden, erreichen fast gleiche Höhe von 49 und 46 Metern über dem Meer, die zwischen ihnen befindliche Senke liegt auf 36 Metern. Zum campus Martius fällt der Hügel nach Nordwesten steil auf 12 Meter ab.
In der archaischen Zeit, also noch vor der Errichtung des Jupitertempels, hieß der Kapitolshügel laut Varro mons tarpeius, benannt nach dem Tarpejischen Felsen. In der Folgezeit wurden die beiden Kuppen zusammenfassend als arx et Capitolium bezeichnet, bevor die allgemeinere Bezeichnung mons Capitolinus für den Gesamthügel gebräuchlich wurde. Schließlich übertrugen die Römer auch das ursprünglich exklusiv für die südliche Kuppe gebrauchte Capitolium auf den Gesamthügel.
Vom Forum Romanum kommend, erstieg man den Hügel über den als Fahrweg ausgebauten clivus Capitolinus, der vom Tiberiusbogen an der Nordwestecke der Basilika Julia um den Saturntempel herum zunächst zur Senke zwischen den Kuppen führte. Von dort gelangte man über zwei Windungen bei 10 % Steigung auf die Höhe des Capitolium, das man von Südwesten aus betrat.

## Geschichte

### Antike
Der Kapitolshügel gehörte ursprünglich nicht zur frühen Besiedlung Roms und wurde erst mit der Nutzung des Forum Romanum im 6. Jahrhundert v. Chr. genutzt und integriert. Die nördliche der beiden Hügelkuppen beherbergte ab dieser Zeit die Fluchtburg und wurde deshalb auch als arx (Zuflucht, Bollwerk) bezeichnet. Dort stand seit 344 v. Chr. der Tempel der Göttin Iuno Moneta. Mit diesem Tempel war auch die römische Münzprägung verbunden. Nach der Stadtgeschichte des Livius retteten die heiligen Gänse des Iuno-Heiligtums die Stadt im Jahre 387 v. Chr. vor einer gallischen Erstürmung, indem sie den nächtlichen Angriff bemerkten und die Römer mit ihrem Geschnatter aufweckten. Nach dieser Legende versinnbildlichen die kapitolinischen Gänse aufmerksame Wächter. Später kamen weitere Tempel, vor allem für orientalische Götter, hinzu. Vermutlich seit dem 6. Jahrhundert nimmt die Stelle des ehemaligen heidnischen Tempels die Kirche Santa Maria in Aracoeli ein. Nahe von deren Apsis befand sich vermutlich das Auguraculum, jener kleine heilige Bezirk, von dem aus die Auguren die öffentlichen Vorzeichen lasen.
Auf der südlichen Anhöhe befand sich seit dem späten 6. Jahrhundert v. Chr. das Capitolium, der wichtigste Tempel des antiken Roms, der der sogenannten Kapitolinischen Trias aus Jupiter Optimus Maximus Capitolinus, Juno Regina und Minerva geweiht war. Als das sakrale Zentrum Roms und damit des gesamten Römischen Reiches gewann es auch politische Bedeutung. Der Amtsantritt der Konsuln wurde dort ebenso immer mit einem feierlichen Opfer begangen wie der Abschluss der Triumphzüge, die regelmäßig zum Kapitol führten. Dort opferte der Triumphator vor dem Capitolium am Altar des Jupiter Soter, um damit seinen Triumphzug abzuschließen.
Außer dem Hauptheiligtum der Kapitolinischen Trias befanden sich weitere Tempel in dem area Capitolina genannten heiligen Bezirk auf der südlichen Anhöhe, der von einer Mauer eingefasst war und nachts geschlossen wurde – bewacht von Hunden unter der Führung eines Tempeldieners. In die Unterkunft dieses Dieners flüchtete der noch junge Domitian, als die Truppen des Vitellius das Kapitol stürmten. Unter der Area befanden sich unterirdische, favissae genannte Kammern, die Material niedergelegter Tempel und Bauten sowie alte Weihungen und Weihgeschenke enthielten. Im Bezirk der area Capitolina befanden sich die kleineren Heiligtümer der Fides, des Jupiter Tonans, des Jupiter Feretrius, des Mars Ultor (bevor dieser auf das Augustusforum verlegt wurde), der Venus Erycina, die Tempel der Ops, der Mens und des Veiovis, der sich auf der Senke zwischen den beiden Kuppen befand. Nahe dem Kapitolstempel stand außerdem die aedes Tensarum, der Aufbewahrungsort der silbernen und elfenbeinernen Festwagen, in denen Götterstatuen zu Spielen in den Circus Maximus überführt wurden.
Neben zahlreichen Altären für weitere Gottheiten zierten teils kolossale Statuen das Kapitol. Unter ihnen befand sich das kolossale Standbild des Jupiter, das Spurius Carvilius Maximus 293 v. Chr. aus der Beute des dritten Samnitenkriegs gestiftet hatte. Es war so groß, dass es vom Heiligtum des Iuppiter Latiaris auf dem Monte Cavo in den Albaner Bergen aus gesehen werden konnte. Im Jahr 209 v. Chr. wurde ein aus Tarent stammender, kolossaler und aus Bronze gefertigter Herakles des Lysipp dort aufgestellt. Unzählige Porträtstatuen und Siegesdenkmäler, darunter ein Bogen der gens Calpurnia, fanden in der Area Aufstellung, so dass regelmäßig Weihungen weggeräumt, unter der Area deponiert oder zu anderen Orten versetzt werden mussten.
Ein weiterer wichtiger Ort ist der Tarpejische Felsen an der Südspitze des Kapitols, auf dem Todesurteile durch Hinabstoßen des Verurteilten vom Fels vollstreckt wurden. In der Senke zwischen nördlicher und südlicher Anhöhe befand sich ein als Asylum bezeichneter Hain, östlich davon das Tabularium, das Staatsarchiv des Römischen Reichs.

### Neuzeit
Auf den noch gut sichtbaren Fundamenten des Tabulariums steht heute der Senatorenpalast, das römische Rathaus. In der aufgeschütteten Senke befinden sich der von Michelangelo entworfene Kapitolsplatz mit einer Kopie der Reiterstatue Mark Aurels, der Konservatorenpalast und der Palazzo Nuovo (beide sind Teil des Kapitolinischen Museums).
Der Kapitolsplatz, wie wir ihn heute kennen, hat nichts mehr mit der Funktion und der daraus abgeleiteten Bedeutung des Kapitols als religiöses Machtzentrum zu tun. Der zwischen den zwei Hügelkuppen gelagerte Platz ist ein Beispiel für einen Platz, der nach neuzeitlichen, also nicht nach römisch-antiken Plänen gestaltet wurde. Die Neugestaltung des Platzes und der umliegenden Gebäude wurde von Michelangelo entworfen. Der Platz unterlag damit einem ganzheitlichen Entwurfskonzept, das den Beginn des Wiederaufstiegs der Stadt kennzeichnete. Nach dem „Sacco di Roma“ (1527) lag das Kapitol in Trümmern. Papst Paul III. aus dem Haus Farnese genierte sich anlässlich des Besuches von Kaiser Karl V. im Jahr 1536 über den Zustand des Platzes, weshalb er Michelangelo um eine Neugestaltung der Piazza bat. Michelangelo erlebte allerdings nur noch die Fertigstellung der Rampe (Cordonata).
Die Platzgestaltung und die Renovierung der Palazzi dei Conservatori und Senatori sowie der Bau des Palazzo Nuovo wurden nach seinen Plänen ausgeführt. Der Platz als solches wendet sich ab vom einstigen Zentrum der Stadt, dem Forum Romanum, das hinter dem Senatorenpalast liegt. Er wendet sich hin zum neuen Zentrum, dem Vatikan. Michelangelo plante einen öffentlichen Festsaal, der die Antike verherrlicht und deren Formensprache in der Anlage der Palazzi würdigt. Durch den Bau des Palazzo Nuovo schuf Michelangelo einen öffentlichen Raum, der zugleich offen und geschlossen wirkt. Die trapezförmige Anlage öffnet sich an beiden Seiten des Senatorenpalastes und leitet über zum Forum. In der Pflasterung befindet sich ein vielstrahliger Stern, das Universum, mit der Sonne und dem Kaiser in der Mitte. Michelangelo stellte damit das Selbstverständnis des antiken Rom dar: Caput mundi, Haupt der Welt, mit dem Kaiser als zentraler Figur. Dieses Selbstverständnis übernahmen die Päpste in der Renaissance. Das einmalige Reiterstandbild zeigt den größten Philosophen unter den Kaisern, Mark Aurel. Das Glück dieser einzigartigen erhaltenen Reiterstatue war eine Verwechselung. Im Mittelalter fielen alle der 22 anderen Reiterbildnisse der Metallgier zum Opfer. Diese Statue überlebte, weil man sie fälschlicherweise für ein Bildnis des ersten christlichen Kaisers Konstantin hielt. Auf dem Platz steht heute nur noch eine Kopie von Mark Aurels Reiterstandbild. Die Umweltverschmutzung hatte dem Original so sehr zugesetzt, dass man es in den 1980er Jahren entfernte und im Kapitolinischen Museum aufstellte. Am Original lassen sich noch Spuren der einstigen Vergoldung erkennen. Bis zur Neugestaltung des Kapitolsplatzes stand das Reiterstandbild vor dem Lateran. Der mit den Farnese-Lilien und einer Lobschrift auf den Kaiser versehene Sockel, auf dem das Reiterstandbild steht, ist eine Kreation Michelangelos, ebenso die Freitreppe zum Senatorenpalast. Am Fuß der Rampe des Senatorenpalastes platzierte er eine antike Statue in der Nische über dem Brunnen. Diese Plastik stellte einst Minerva dar, die in der Renaissance zur Göttin Roma umgestaltet wurde. Flankiert wird die Roma von zwei Statuen aus dem 2. Jahrhundert n. Chr., die den Nil (links) und den Tiber symbolisieren.

## Der Begriff „Kapitol“ in der abendländischen Welt
Der Name „Kapitol“ wurde in der Zeit des Klassizismus auf einige Gebäude übertragen. Das bedeutendste ist das Kapitol in Washington, D.C., Sitz des US-amerikanischen Kongresses. Hinter den entsprechenden Gebäudenamen stand jedoch nicht der römische Hügel Pate, sondern sein antiker Haupttempel, das Capitolium.
Laut Theodor Heuss ist das römische Kapitol neben der Akropolis und Golgota einer der Hügel, auf denen Europa gegründet wurde.